# مبارك الخرينج
'مبارك' بنيه متعب فهد الخرينج ، من مواليد الكويت في عام 1948، رجل أعمال ونائب رئيس مجلس الأمة السابق في مجلس الأمة الكويتي.

## سيرته الذاتية
مبارك بنيه متعب فهد الخرينج من مواليد الكويت لعام 1948 وحاصل على شهادة الثانوية العامة، وعمل في وزارة الخارجية كملحق سياسي في المملكة العربية السعودية من 1970 حتى 1973 ثم في سوريا من عام 1973 إلى 1977 وفي المملكة المتحدة ما بين 1984 و1987، وفاز بعضوية مجلس الأمة الكويتي للأعوام 1992، و1996 و1999 و2006 و2009، وعضوية المجلس الوطني عام 1990، وعضوية مجلس الأمة ديسمبر 2012 المبطل بحكم المحكمة الدستورية، وترأس العديد من اللجان الخارجية في مجلس الامة الكويتي في أعوام مختلفة.

## الحياة البرلمانية
شارك في انتخابات مجلس الأمة الكويتي 1992 في الدائرة السادسة عشر، وحصل على المركز الثاني برصيد 1351 صوت وفاز بالانتخابات، وشارك في انتخابات مجلس الأمة الكويتي 1996 في الدائرة السادسة عشر، وحصل على المركز الأول برصيد 2548 صوت وفاز بالانتخابات، وشارك في انتخابات مجلس الأمة الكويتي 1999 في الدائرة السادسة عشر، وحصل على المركز الثاني برصيد 2262 صوت وفاز بالانتخابات، وشارك في انتخابات مجلس الأمة الكويتي 2003 في الدائرة السادسة عشر، وحصل على المركز الثالث برصيد 2140 صوت وخسر الانتخابات، وشارك في انتخابات مجلس الأمة الكويتي 2006 في الدائرة السادسة عشر، وحصل على المركز الثاني برصيد 5272 صوت وفاز بالانتخابات.